# Стівен Макінва
Стівен Макінва (англ. Stephen Makinwa, нар. 26 липня 1983, Лагос) — нігерійський футболіст, що грав на позиції нападника за низку італійських клубних команд, а також за національну збірну Нігерії.

## Клубна кар'єра
Народився 26 липня 1983 року в місті Лагос. Займався футболом на батьківщині у структурі «Ебедея», звідки 2000 року був запршений до академії італійської «Реджяни».
Того ж 2000-го року дебютував у дорослому футболі виступами на умовах оренди за команду «Конельяно» в одній з італійських регіональних ліг. 
У сезоні 2002/03 грав за головну команду «Реджяни» в Серії C1, після чого перейшов до «Дженоа», на умовах оренди з якого провів по півроку у друголіговому «Комо» та вищоліговій «Модені»
Протягом 2004–2006 років захищав кольори «Дженоа», «Аталанти» та «Палермо», отримавши досвід регулярних виступів на рівні Серії A.
Влітку 2006 року новим клубом нігерійця став «Лаціо», який сплатив за трансфер нападника понад 6 мільйонів євро. Гравець отримував достатньо ігрового часу, проте результативністю не відзначався і за півтора роки римляни віддали його в оренду др «Реджини», згодом були орендні угоди з «К'єво» та грецькою «Ларисою». Влітку 2012 року контракт гравця з «Лаціо» закінчився і він отримав статус вільного агента.
У листопаді того ж 2012 року знайшов варіант продовження кар'єри в Італії у нижчоліговому «Каррарезе». Згодом протягом 2013 року грав за китайський «Бейцзін Ентерпрайзес», а остаточно завершив кар'єру гравця в словенській «Гориці», за яку виступав протягом 2014—2015 років.

## Виступи за збірну
2004 року дебютував в офіційних матчах у складі національної збірної Нігерії.
У складі збірної був учасником Кубка африканських націй 2006 року в Єгипті, на якому команда здобула бронзові нагороди, а також Кубка африканських націй 2008 року в Гані.
Загалом протягом кар'єри у національній команді, яка тривала 5 років, провів у її формі 19 матчів, забивши 2 голи.

## Статистика виступів

### Статистика клубних виступів
| Сезон             | Команда                | Чемпіонат         | Чемпіонат | Чемпіонат | Національний кубок | Національний кубок | Національний кубок | Континентальні кубки | Континентальні кубки | Континентальні кубки | Інші змагання | Інші змагання | Інші змагання | Усього | Усього |
| Сезон             | Команда                | Ліга              | Ігор      | Голів     | Ліга               | Ігор               | Голів              | Ліга                 | Ігор                 | Голів                | Ліга          | Ігор          | Голів         | Ігор   | Голів  |
| ----------------- | ---------------------- | ----------------- | --------- | --------- | ------------------ | ------------------ | ------------------ | -------------------- | -------------------- | -------------------- | ------------- | ------------- | ------------- | ------ | ------ |
| 2000–01           | «Конельяно»            | Ечч.              | 8         | 2         | КІ-Амат.           | 0                  | 0                  | -                    | -                    | -                    | -             | -             | -             | 8      | 2      |
| 2001–02           | «Комо»                 | B                 | 0         | 0         | КІ                 | -                  | -                  | -                    | -                    | -                    | -             | -             | -             | 0      | 0      |
| 2002–03           | «Реджяна»              | C1                | 29        | 6         | КІ-C               | 4                  | 3                  | -                    | -                    | -                    | -             | -             | -             | 33     | 9      |
| 2003-січ. 2004    | «Комо»                 | B                 | 21        | 6         | КІ                 | 1                  | 0                  | -                    | -                    | -                    | -             | -             | -             | 22     | 6      |
| Усього за «Комо»  | Усього за «Комо»       | Усього за «Комо»  | 21        | 6         |                    | 1                  | 0                  |                      | -                    | -                    |               | -             | -             | 22     | 6      |
| січ.-черв. 2004   | «Модена»               | A                 | 17        | 1         | КІ                 | 0                  | 0                  | -                    | -                    | -                    | -             | -             | -             | 17     | 1      |
| 2004-січ. 2005    | «Дженоа»               | B                 | 18        | 6         | КІ                 | 3                  | 1                  | -                    | -                    | -                    | -             | -             | -             | 21     | 7      |
| січ.-черв. 2005   | «Аталанта»             | A                 | 17        | 6         | КІ                 | 1                  | 0                  | -                    | -                    | -                    | -             | -             | -             | 18     | 6      |
| 2005–06           | «Палермо»              | A                 | 23        | 5         | КІ                 | 2                  | 0                  | КУЄФА                | 8                    | 3                    | -             | -             | -             | 33     | 8      |
| 2006–07           | «Лаціо»                | A                 | 25        | 3         | КІ                 | 0                  | 0                  | -                    | -                    | -                    | -             | -             | -             | 25     | 3      |
| 2007-січ. 2008    | «Лаціо»                | A                 | 14        | 0         | КІ                 | 1                  | 0                  | ЛЧ                   | 4                    | 0                    | -             | -             | -             | 19     | 0      |
| січ.-черв. 2008   | «Реджина»              | A                 | 9         | 0         | КІ                 | 0                  | 0                  | -                    | -                    | -                    | -             | -             | -             | 9      | 0      |
| 2008-січ. 2009    | «Лаціо»                | A                 | 4         | 0         | КІ                 | 2                  | 0                  | -                    | -                    | -                    | -             | -             | -             | 6      | 0      |
| січ.-черв. 2009   | «К'єво»                | A                 | 9         | 1         | КІ                 | 0                  | 0                  | -                    | -                    | -                    | -             | -             | -             | 9      | 1      |
| 2009–10           | «Лаціо»                | A                 | 2         | 0         | КІ                 | 1                  | 0                  | ЛЄ                   | 3                    | 0                    | СІ            | 0             | 0             | 6      | 0      |
| 2010–11           | «Лариса»               | СЛ                | 10        | 1         | КН                 | 1                  | 0                  | -                    | -                    | -                    | -             | -             | -             | 11     | 1      |
| 2011–12           | «Лаціо»                | A                 | 0         | 0         | КІ                 | 0                  | 0                  | ЛЄ                   | 0                    | 0                    | -             | -             | -             | 0      | 0      |
| Усього за «Лаціо» | Усього за «Лаціо»      | Усього за «Лаціо» | 45        | 3         |                    | 4                  | 0                  |                      | 7                    | 0                    |               | 0             | 0             | 56     | 3      |
| 2012–13           | «Каррарезе»            | ЛП1Д              | 13        | 6         | КІ+КІ-ЛП           | 0+0                | 0+0                | -                    | -                    | -                    | -             | -             | -             | 13     | 6      |
| 2013              | «Бейцзін Ентерпрайзес» | КЛ1               | 11        | 4         | КК                 | 0                  | 0                  | -                    | -                    | -                    | -             | -             | -             | 11     | 4      |
| 2014–15           | «Гориця»               | 1.СНЛ             | 15        | 1         | КС                 | 1                  | 0                  | ЛЄ                   | 0                    | 0                    | СКС           | 1             | 1             | 17     | 2      |
| Усього за кар'єру | Усього за кар'єру      | Усього за кар'єру | 245       | 48        |                    | 17                 | 4                  |                      | 15                   | 3                    |               | 1             | 1             | 278    | 56     |

### Статистика виступів за збірну
| Дата       | Місто            | Господарі          | Результат          | Гості       | Турнір                                      | Голи | Примітки |
| ---------- | ---------------- | ------------------ | ------------------ | ----------- | ------------------------------------------- | ---- | -------- |
| 17-11-2004 | Йоганнесбург     | ПАР                | 2 – 1              | Нігерія     | товариський матч                            | 1    |          |
| 5-6-2005   | Кігалі           | Руанда             | 1 – 1              | Нігерія     | Відбір до ЧС 2006                           | -    | 61'      |
| 18-6-2005  | Кано             | Нігерія            | 1 – 1              | Ангола      | Відбір до ЧС 2006                           | -    | 54'      |
| 17-8-2005  | Триполі          | Лівія              | 0 – 1              | Нігерія     | товариський матч                            | -    | 72'      |
| 4-9-2005   | Оран             | Алжир              | 2 – 5              | Нігерія     | Відбір до ЧС 2006                           | -    | 69'      |
| 8-10-2005  | Абуджа           | Нігерія            | 5 – 1              | Зімбабве    | Відбір до ЧС 2006                           | -    | 68'      |
| 31-1-2006  | Порт-Саїд        | Нігерія            | 2 – 1              | Сенегал     | Кубок африканських націй 2006 - 1-й етап    | -    | 52'      |
| 4-2-2006   | Порт-Саїд        | Нігерія            | 1 – 1 (6 - 5 п.п.) | Туніс       | Кубок африканських націй 2006 - чвертьфінал | -    | 90+3'    |
| 7-2-2006   | Александрія      | Нігерія            | 0 – 1              | Кот-д'Івуар | Кубок африканських націй 2006 - півфінал    | -    | 63'      |
| 6-2-2007   | Брентфорд        | Гана               | 4 – 1              | Нігерія     | товариський матч                            | -    | 34'      |
| 2-6-2007   | Кампала          | Уганда             | 2 – 1              | Нігерія     | Відбір до Кубка африканських націй 2008     | -    | 82'      |
| 17-6-2007  | Ніамей           | Нігер              | 1 – 3              | Нігерія     | Відбір до Кубка африканських націй 2008     | -    |          |
| 22-8-2007  | Скоп'є           | Північна Македонія | 0 – 0              | Нігерія     | товариський матч                            | -    | 61'      |
| 8-9-2007   | Варрі            | Нігерія            | 2 – 0              | Лесото      | Відбір до Кубка африканських націй 2008     | 1    | 63'      |
| 17-11-2007 | Лондон           | Австралія          | 1 – 0              | Нігерія     | товариський матч                            | -    |          |
| 20-11-2007 | Цюрих            | Швейцарія          | 0 – 1              | Нігерія     | товариський матч                            | -    | 68'      |
| 9-1-2008   | Естепона         | Нігерія            | 2 – 0              | Судан       | товариський матч                            | -    | 55'      |
| 21-1-2008  | Секонді-Такораді | Нігерія            | 0 – 1              | Кот-д'Івуар | Кубок африканських націй 2008 - 1-й етап    | -    | 79'      |
| 25-1-2008  | Секонді-Такораді | Нігерія            | 0 – 0              | Малі        | Кубок африканських націй 2008 - 1-й етап    | -    | 84'      |
| Усього     |                  | Матчів             | 19                 |             | Голів                                       | 2    |          |

## Титули і досягнення
- Володар Суперкубка Італії з футболу (1):

«Лаціо»: 2009
- Бронзовий призер Кубка африканських націй: 2006